# Jerzy Frołow
Jerzy Frołów, né le 21 septembre 1951, est un ancien joueur de basket-ball polonais. Il évolue aux postes de meneur et d'arrière.

## Palmarès
- Champion de Pologne 1970, 1977